# 呉咨
呉 咨（ご し、1813年 - 1858年）は、中国清朝末期の篆刻家・書家・画家である。
字は聖兪・哂予、号は適園。常州府武進県の人。

## 略伝
陽湖派の李兆洛（申耆）の門下で学問を広く学んだ。書は篆書と隷書に優れ、画は惲寿平に影響を受けて趣のある作品を画いた。
金石文に精しく秦・漢の碑文の研究をし、篆刻はゆったりとした趣の印を刻した。元朝の吾丘衍に倣って『続三十五挙』を著した。非常に優れた篆刻家だったが早世したので伝存する作品は少ない。

## 著書
- 『続三十五挙』
- 『適園印存』
- 『適園印印』